# 鈴木賢太
鈴木 賢太（すずき けんた、1974年 - ）は、フジテレビジョン社員。美術制作局ゼネラルデザイナー（2019年現在）兼フジアールフジテレビ制作部デザイナー。

## 来歴
埼玉県出身。武蔵野美術大学造形学部空間演出デザイン学科を卒業した1997年、フジテレビジョンに入社。

## 担当番組
レギュラー番組
- 週刊フジテレビ批評（2009年から）[7]
- ジャンクSPORTS[8]
- ワイドナショー[9]
- 全力!脱力タイムズ
- ネタパレ
- 芸能人が本気で考えた!ドッキリGP
- MUSIC FAIR
- ネプリーグ ※アートディレクター
- キスマイ超BUSAIKU!? ※デザイン監修
- 今夜はナゾトレ ※デザイン監修[10]
- 千鳥のクセスゴ!
- VS魂
- 人志松本の酒のツマミになる話
- 呼び出し先生タナカ
- チャレンジトークバラエティ オドオド×ハラハラ

特別番組
- Cygames THE MANZAI マスターズ[2]
- ENGEIグランドスラム[2]
- IPPONグランプリ[2]
- 人志松本のすべらない話[11]
- FNS歌謡祭[3][12]
- なるほど!ザ・ワールド
- オモバカ8
- ビートたけしのオワラボ
- RIZIN.14
- 初詣!爆笑ヒットパレード
- ニッポンよ!セカイを倒せ! フジヤマ 〜日本のNo.1vs世界のNo.1〜
- 嵐ツボ
- 新春 鶴瓶大新年会 ※デザイン監修
- ウンナン出川バカリの超!休み方改革 ※デザイン監修
- 出川と爆問田中と岡村のスモール3
- ホンキで弟子入り!免許皆伝
- オダイバ!!超次元音楽祭
- ドラフトコント
- THE CONTE

レギュラー番組（過去）
- 笑う犬[3]
- ワンナイR&R[3]
- 感じるジャッカル[3]
- VS嵐[3]
- Matthew's Best Hit TV（テレビ朝日）[13][14]
- ガチャガチャポン!
- 近未来予報ツギクル
- ロバートホール水
- リチャードホール
- 人志松本の○○な話
- おもしろ言葉ゲーム OMOJAN
- HEY!HEY!HEY! MUSIC CHAMP
- SMAP×SMAP
- アナ★バン!
- 〜ジョーデキ!POP COMPANY〜POP屋
- どぅんつくぱ〜音楽の時間〜
- そんなバカなマン
- 恋するTV すごキュン
- 未来ロケット
- アイアンシェフ
- 優しい人なら解ける クイズやさしいね[15]
- クイズ・ソモサン・セッパ! ※アートディレクター
- スナック喫茶エデン ※アートディレクター
- 人気者から学べ そこホメ!? ※デザイン監修
- 久保みねヒャダこじらせナイト ※デザイン監修
- 梅沢富美男のズバッと聞きます![16]
- 石橋貴明のたいむとんねる
- バイキング[17]
- 直撃!シンソウ坂上[18]
- ダウンタウンなう
- 痛快TV スカッとジャパン[19]
- 華丸大吉&千鳥のテッパンいただきます!（カンテレ）

特別番組（過去）
- 女子アナスペシャル
- フジテレビ50ッスth!
- 明石家さんまのフジテレビ大反省会
- 日本くぎづけ大学
- こたつDE嵐
- 三宅裕司と春風亭昇太のサンキュー歌謡曲一座
- お金のモメごと解決します。→大人のモメごと解決します。
- FNS27時間テレビ にほん人は何を食べてきたのか?
- 最強運芸能人決定戦。 ※デザイン監修
- 2019 FNS歌謡祭・第2夜

テレビドラマ
- 世界で一番パパが好き ※デザイン助手
- 板橋マダムス ※デザイン助手
- 彼女たちの時代 ※デザイン助手
- OUT〜妻たちの犯罪〜 ※デザイン助手
- VICTORY!〜フットガールズの青春〜
- 医龍-Team Medical Dragon-（1st・2nd・3rd・4thシーズン）
- 役者魂!
- 東京タワー 〜オカンとボクと、時々、オトン〜
- プロポーズ大作戦
- 子育ての天才
- ラスト・フレンズ
- コード・ブルー -ドクターヘリ緊急救命-
- BOSS（1st・2ndシーズン）
- コード・ブルー -ドクターヘリ緊急救命-
- 東京DOGS
- ロス：タイム：ライフ
- o-daiba.com
- 私が恋愛できない理由
- ラッキーセブン
- 結婚しない
- ラスト♡シンデレラ
- 福家警部補の挨拶
- 笑ゥせぇるすまん（テレビ東京）

その他の媒体
- HITOSHI MATSUMOTO presents ドキュメンタル
- HITOSHI MATSUMOTO presents FREEZE

## 受賞歴
- 第41回伊藤熹朔賞協会賞（2014年、「VS嵐」正月特番）[1][20]